# Osamu Kido
Osamu Kido (木戸 修 Kido Osamu?) (Kawasaki, 2 de febrero de 1950-Yokosuka, 11 de diciembre de 2023) fue un luchador profesional japonés retirado, famoso por su trabajo en New Japan Pro Wrestling. Discípulo de Karl Gotch, fue considerado uno de los pioneros del shoot-style.
Fue padre de la golfista profesional Megumi Kido.

## Carrera
Practicante de judo, halterofilia y baloncesto durante la escuela superior, Kido se internó en el mundo de la lucha libre profesional cuando su hermano Tokio, aprendiz de la Japan Pro Wrestling Association, sufrió una lesión de columna en un entrenamiento y tuvo que retirarse sin llegar a debutar. Haber tenido que ver a su hermano renunciar a su sueño empujó a Kido a desear cumplirlo por él, y se unió a la JWA en 1968, nueve años antes del fallecimiento de Tokio.

### New Japan Pro Wrestling (1971-1984)
Cuando Antonio Inoki fue expulsado de JWA y fundó New Japan Pro Wrestling, Kido y varios otros luchadores se fueron con él. Osamu compitió extensamente durante cuatro años hasta que en junio de 1975 fue enviado al extranjero junto con otro novato, Tatsumi Fujinami, para reunir experiencia. Kido y Fujinami participaron en torneos de Europa y luego se desplazaron a Florida para entrenar en catch wrestling con Karl Gotch. Kido llegaría a formar una estrecha relación con Gotch, que se referiría a él en adelante como el más cercano de sus aprendices. 
En 1976, Osamu hizo su retorno a NJPW haciendo equipo con Seiji Sakaguchi. Sin embargo, a diferencia de Fujinami, Kido no consiguió éxito a su vuelta a Japón, ya que su notable falta de carisma le mantenía siempre en la parte baja de la escala, y los años siguientes transcurrieron sin novedad para él. Por ello, cuando en 1984 varios antiguos discípulos de Karl Gotch abandonaron NJPW por Universal Wrestling Federation, Kido fue aconsejado por Karl para seguirles.

### Universal Wrestling Federation (1984-1985)
En octubre de 1984, Kido debutó en UWF como compañero de equipo de Yoshiaki Fujiwara. Gracias a que esta promoción utilizaba el estilo de lucha que todos habían aprendido de Gotch, el llamado shoot wrestling, Kido se encontró recibiendo la fama que nunca había logrado gracias a sus conocimientos de sumisión, y ganó la liga de 1985. Sin embargo, este estatus duró poco debido al cierre de UWF el mismo año, lo que les obligó a volver a NJPW.

### Retorno a New Japan Pro Wrestling (1985-2001)
A su retorno, los antiguos miembros de UWF formaron un stable y se enfrentaron al resto de luchadores de NJPW. Kido formó un equipo con el líder del grupo, Akira Maeda, y ambos ganaron el IWGP Tag Team Championship ante Kengo Kimura & Tatsumi Fujinami. El título les duró poco, ya que lo perdieron en menos de un mes, pero Osamu y su facción gozaban de una enorme fama. Kido en concreto recibió el apodo de "Sapporo Man" por ser particularmente popular en Sapporo. En 1989, Maeda y los demás volvieron a dejar New Japan para reformar UWF, pero esta vez Osamu decidió quedarse en la promoción de Inoki debido a la menor participación de Gotch en la nueva UWF.

## En lucha
- Movimientos finales
  - Kido Clutch[1][2][3] (Fireman's carry cradle pin)
  - Fujiwara armbar[1][2][3]

- Movimientos de firma
  - Diving knee drop
  - Dropkick
  - Roundhouse kick
  - Swinging neckbreaker[2][3]

- Apodos
  - "Sapporo Man"[2]

## Campeonatos y logros
- New Japan Pro Wrestling
  - IWGP Tag Team Championship (1 vez) – con Akira Maeda

- Universal Wrestling Federation
  - Three Tour Tournament (1985)